# Michał Lisowski (harcmistrz)
Michał Stefan Lisowski (ur. 31 maja 1906 w Jaśle, zm. 5 lipca 1940 w Sitnie k. Radzynia Podlaskiego) – polski nauczyciel wychowania fizycznego, harcmistrz, krajoznawca, uczestnik konspiracji antyhitlerowskiej.

## Życiorys
Pochodził z rodziny inteligenckiej. W rodzinnym Jaśle uczęszczał do szkoły powszechnej, potem kształcił się w Państwowym Seminarium Nauczycielskim w Krośnie, kończąc je w 1926. W szkole średniej był aktywnym sportowcem, reprezentantem w kilku dyscyplinach; działał także w harcerstwie. Pierwszą pracę nauczycielską podjął w szkole powszechnej w Czemiernikach w powiecie radzyńskim. Uczył wychowania fizycznego. Zainicjował powstanie (1929) i prowadził przy szkole drużynę harcerską im. Karola Chodkiewicza, wraz z którą uczestniczył w Zlotach Chorągwi Lubelskiej Związku Harcerstwa Polskiego oraz w harcerskich zawodach sprawnościowych. W lipcu 1935 brał udział w zlocie jubileuszowym ZHP w Spale, na którym był członkiem komendy VII podobozu.
W 1935 przeniósł się do Radzynia Podlaskiego, gdzie został nauczycielem wychowania fizycznego najpierw w szkole podstawowej, a w 1937 w gimnazjum. Objął też w 1937 funkcję komendanta hufca ZHP w Radzyniu Podlaskim, był inicjatorem harcerskich biegów na orientację i wycieczek krajoznawczych. Pracę wuefisty w Radzyniu kontynuował w pierwszych miesiącach po wybuchu II wojny światowej, by w marcu 1940 przenieść się do wsi Lichty k. Czemiernik. Zorganizował tamże konspiracyjną grupę harcerzy w ramach Szarych Szeregów i Związku Walki Zbrojnej. 9 czerwca 1940 radzyńskie gestapo aresztowało go z grupą podopiecznych i poddało brutalnym przesłuchaniom. Aresztowanie było wynikiem donosu konfidenta. 5 lipca tegoż roku w lesie w Sitnie został rozstrzelany razem z 15 harcerzami. 

## Ordery i odznaczenia
- Srebrny Krzyż Zasługi (19 marca 1935)[1]